# Бойко Максим
Максим Бойко (англ. Maksym Boyko, Max Boyko) (нар. 22 лютого 1912, Лопушне, Волинь — пом. 6 лютого 1998, Блумінґтон, Індіана, США) — вчений-бібліограф, бібліотекар, публіцист, історик в українській діаспорі. Засновник і голова Волинського бібліографічного центру. Ініціатор та один з засновників Інституту дослідів Волині.
Псевдоніми: Максим Волинський, Роман Сосна.

## Життєпис
Народився в селі Лопушне Кременецького повіту Волинської губернії. 
Початкову освіту отримав від рідного дядька, колишнього старшини армії УНР, Павла Бойка. 
Між 1925-1926 роками закінчив народну школу в Почаєві і поступив до державної кооперативної школи в Наленчові. З політичних мотивів шлях до гімназії йому був заказаний. 
У 1931 році заснував у рідному селі неофіційну «кооперативну» бібліотеку, яка мала значний вплив на формування національної свідомості мешканців села та околиць. Дописував до часописів «Молоде село» і «Громадський голос». 
У 1939 році мобілізований до польської армії, підстаршина. Перебував у німецькому полоні (Пйотркув-Трибунальський, Герліц), з якого втік. Подався до Холму, з наміром вступити до української гімназії. З Холма до Дубна, де були організовані матуральні курси. Протягом 1943–1945 років навчався в Українському технічно-господарському інституті в Подєбрадах. 
У 1948 році здобув диплом інженера-економіста Української економічної високої школи в Мюнхені.  
У 1949 році емігрував до Канади. Спершу працював на фабриці меблів у Вінніпезі, Манітоба.За короткий час зареєстрував кілька патентів на винаходи.  
Також у 1949 році зорганізував Гурток волинян, з 26 листопада відомий як Товариство «Волинь».  
У 1949–1957 роках працював у Консисторії Української греко-православної церкви Канади (Вінніпег).  
14 жовтня 1962 року здобув ступінь бакалавра книгознавства в Оттавському університеті, університет визнав попередні європейські студії Максима Бойка і він закінчив виш за два семестри. Недовго пропрацював бібліотекарем Університету Західного Онтаріо в Лондоні й 1966 року переїхав до США.  
Працював асистентом-бібліотекарем Університету Індіани (1966-1982 роки).  
У 1969 році отримав ступінь доктора права і суспільних наук в Українському вільному університеті в Мюнхені (дисертація на тему: «Економічні фактори Волині»).  
Один з фундаторів, а в подальшому секретар і редактор видань Інституту дослідів Волині у Вінніпезі (1951) й Волинського бібліографічного центру в Блумінґтоні (1966-1990).  
Автор праць з бібліографії, книгознавства, історії Волині та України.  
Помер у Блумінґтоні, похований на цвинтарі святого Андрія у Саут-Баунд-Бруку. 

## Деякі праці
- Бібліографія джерел історії Волині: Описовий довідник до 1900. Блумінґтон, 1969.
- Економічні та соціальні проблеми в історії Волині. Блумінґтон, 1971.
- Історично-бібліографічний огляд друкарства Волині: 1578–1830. Блумінґтон, 1972.
- Внутрішні прикраси острозьких друків // «Біблос», 1972, № 4.
- Бібліографічний довідник поселень Волині XIX ст. Блумінґтон, 1973.
- Бібліографія церковного життя Волині. Блумінґтон, 1974.
- Бібліографія наукових праць О. Цинкаловського. В кн.: Цинкаловський О. Старовинні пам'ятки Волині. Торонто, 1975. [Архівовано 5 липня 2017 у Wayback Machine.]
- Бібліографічний огляд збройної боротьби Волині. Торонто, 1976.
- Культурна праця волинян в Північній Америці. Блумінґтон, 1978.
- Книгодрукування в Почаєві й Кременці та мандрівні друкарні. Блумінґтон, 1980.
- Острозька Біблія — королева українських книг. Блумінґтон, 1981.
- Бібліографія періодики Волині. Блумінґтон, 1982. [Архівовано 4 березня 2016 у Wayback Machine.]
- Інститут Дослідів Волині у Вінніпегу, 1951–1986: Організація та публікації. Блумінґтон, 1983.
- Історичними шляхами української бібліографії. Блумінґтон, 1984. [Архівовано 9 березня 2022 у Wayback Machine.]
- Думки про бібліографію // «Гомін України», 1986, № 5.
- Володимир – столичний град Волині. Блумінґтон, 1988. [Архівовано 23 грудня 2015 у Wayback Machine.]
- Українська бібліографія Материка і діаспори: Матеріали. Блумінґтон, 1989.
- Бібліографія української бібліографії періоду державности і діяспори 1917-1980. Блумінґтон, 1989. [Архівовано 27 січня 2016 у Wayback Machine.]
- Роки, карбовані друком: 1949–1989. Бібліографія. Блумінґтон, 1990.

## Цитати
Бібліографією користуються у трьох потребах: 1. Методика бібліографічних описів, що випрацьовує засади складання бібліографій усіх родів, норми вживані в її описах, правила бібліографічних компіляцій, як аднотації потрібні для означення бібліографії одиниці. 2. Одночасно бібліографія є частиною науки про книжку, бо вона відкриває й ідентифікує старі і рідкісні першодруки. 3. І врешті бібліографія, як впорядкований опис документів, збирає предметний матеріял, описує його й приготовляє для вжитку потребуючим.

Бібліографічна праця нашої еміграції, яка вже переставила себе на сталих поселенців, не має між собою керівної пов'язаности, бо навіть особи, що обіцяли виконати намічену працю постарілися літами, без завершення її. Правда, одиниці панщиною вільного часу зробили чимало, але в нас такі великі спізнення в цій ділянці, що вимагає втричі збільшення зусилля.

### До життєпису
- Кость Церкевич. Тридцять п'ять років бібліографії (з нагоди ювілею бібліографічної діяльности доктора Максима Бойка) [Архівовано 5 березня 2016 у Wayback Machine.]
- Кость Церкевич. Тридцять п'ять років бібліографії (з нагоди ювілею бібліографічної діяльности доктора Максима Бойка) [Архівовано 5 березня 2016 у Wayback Machine.] закінчення
- Дарія Маркусь. Boyko Maksym // Encyclopedia of Ukrainian Diaspora [Архівовано 18 липня 2013 у Wayback Machine.]
- Ясь О. Бойко Максим Симонович // Енциклопедія історії України: Т. 1: А-В / Редкол.: В. А. Смолій (голова) та ін. НАН України. Інститут історії України. — К.: В-во «Наукова думка», 2003.
- |  | Ця стаття містить перелік джерел, але походження окремих тверджень у ній залишається незрозумілим через практично повну відсутність виносок. Будь ласка, допоможіть поліпшити цю статтю, додайте виноски з посиланнями на відповідні джерела до тексту статті. |

1. ↑  MAK